# シヌヘの物語
『シヌヘの物語』は、古代エジプト文学における物語文学の傑作の1つとされている作品。紀元前20世紀前半、エジプト第12王朝の始祖であるファラオ・アメンエムハト1世の死をきっかけとした出来事を描いた物語である。描かれている時代の直後に成立したと見られており、現存する最古の写本は紀元前1800年ごろ、アメンエムハト3世のころのものである。主人公シヌヘが実在したのか、そしてこの作品に描かれたようなことが実際にあったのかについてはエジプト学者の間で今も議論が続いているが、ほとんどがフィクションだというのが現在の一般的認識である。神の摂理や慈悲といった非常に普遍的なテーマを扱っており、その匿名の作者は「エジプトのシェイクスピア」とも称され、その考え方は聖書にも共通するものがある。韻文の形式で書かれており、朗読されていた可能性もある。古代から人気があったことは、多数の断片が見つかっていることから裏付けられている。

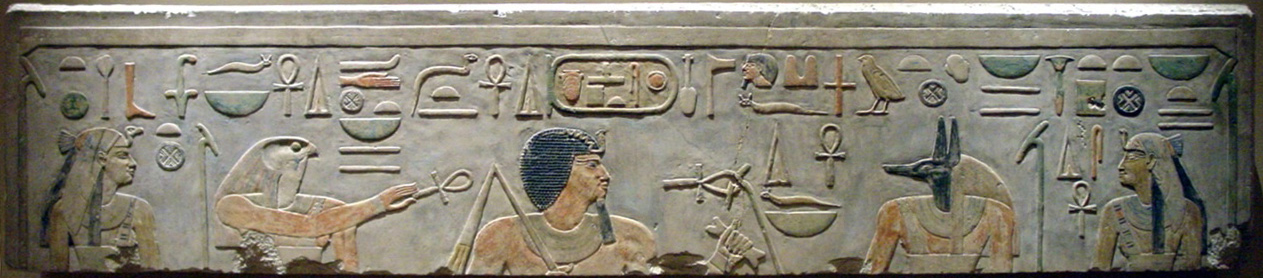
神々とアメンエムハト1世の姿が描かれたレリーフ

## あらすじ
シヌヘはリビアに遠征中の王子センウセルト1世に随伴している高官だった。彼は王、アメンエムハト1世の死にまつわる話を耳にし、カナン (Upper Retjenu) へと逃げることになった。シヌヘのエジプト脱出劇のなかに登場する次の科白は、古代エジプト文学のなかでも名文のひとつとして数えられる。
彼は族長アンミ・エンシの義理の息子（娘婿）となり、その子らは族長を継べく成長していった。シヌヘはアンミ・エンシの下で周辺の反抗的部族と戦った。一騎討ちで強敵を倒した後、年老いたシヌヘは故郷に戻ることを祈った。すると、エジプトの王となったセンウセルト1世から帰ってこないかという手紙が届き、シヌヘはこれを受け入れた。その後はエジプトのファラオに仕え、亡くなるとネクロポリスの美しい墓に埋葬された。

## 写本
今日まで残る写本の数は、パピルス写本が7点、オストラコンへのそれは25点ほどにおよび、このことから、『シヌヘの物語』は古代エジプト人にあっては、時代を超えた古典として読み継がれてきた物語文学であることがわかる。

## 解釈
『シヌヘの物語』には様々なテーマがあり、それらが後世の様々な文学に影響を与えている。その豊かさは『ハムレット』や他の有名な文学作品にもたとえられている 。『シヌヘの物語』にはシヌヘが何故国外に逃げたのか、理由が書かれていない。このため、その理由については多くの学者が論争してきたが、一般的には何らかの恐怖を予感しパニックに陥ったとする説が有力である。この物語には象徴的ほのめかしが数多く含まれている。シヌヘという名前（「エジプトイチジクの息子」の意）にも、物語を理解するための重要な象徴が隠されている。エジプトイチジクは古代エジプトの生命の木であり、ハトホル神（豊穣・再生の女神で外国の守護神）と関係が深く、ハトホルは作品中によく出てくる。
シヌヘは当初神の守護する力の及ぶ場所にいた。それは王の力の及ぶ範囲でもあり、同時にハトホルにたとえられる女王の力の及ぶ範囲でもある。そして、そこから逃げ出そうとする。エジプトを脱出して最初にシヌヘは女神マアトと結びついている水路を渡る。マアトは真理や正義の女神である。水路を渡った場所のそばにはエジプトイチジクの木があった。
古代エジプト人は自由意志を信じていたが、そこにはマアト神の法が暗黙のうちに作用しており、神の慈悲が作用しているとも信じていた。シヌヘの故郷からの逃亡と帰還にも神の摂理が働いているという信念が全体を覆っており、シヌヘの逃亡は神の力の及ばない地への逃亡と見ることができる。
聖書に出てくるヨセフの物語は似たような構造になっている。約束の地カナンのヨセフはエジプトに連れて行かれ、そこで高官になって妻と子を得るが、その後カナンの家族と再会を果たす。一方『シヌヘの物語』では神聖な地エジプトのシヌヘがカナンに逃亡し、高官となって妻と子を得るが、最終的にエジプトの家族と再会を果たす。聖書には別の観点で類似の構造の話が他にもある。神の力のおよぶ範囲からの逃亡を企てて失敗したという意味では、預言者ヨナの話に似ている。強敵を一撃で倒したという話は、ダビデとゴリアテの話と対比される。またシヌヘの帰還は放蕩息子のたとえ話に似ている。

## 影響
ノーベル文学賞を受賞したエジプトの作家ナギーブ・マフフーズは、1941年に "Awdat Sinuhi" という短編を発表している。『シヌヘの物語』をベースとして、原作にはない男女の三角関係を加えている。
ミカ・ワルタリの1945年の小説『エジプト人』は、主人公がシヌヘという名であり、1954年にはエドマンド・パードム、ビクター・マチュア、ピーター・ユスチノフ主演で20世紀FOXにて映画化されている。ただし時代設定はエジプト第18王朝のアメンホテプ4世治世下であり、主人公シヌヘは過ちを犯してエジプトを去るが、異国の地で成功して財をなしてからエジプトに帰還する。